# 西拉區
西拉區（阿拉伯语：‎）是乍得的一個大區，位於該國東南部，東鄰蘇丹中達佛省、西達佛省，南鄰中非共和國瓦卡加省。
首府戈茲貝達。2008年由瓦達伊區分出。下分二省。
1. ↑   (PDF) (报告). INSEED: 24. March 2012  [10 March 2017].